# Fauna y flora del archipiélago de Zanzíbar

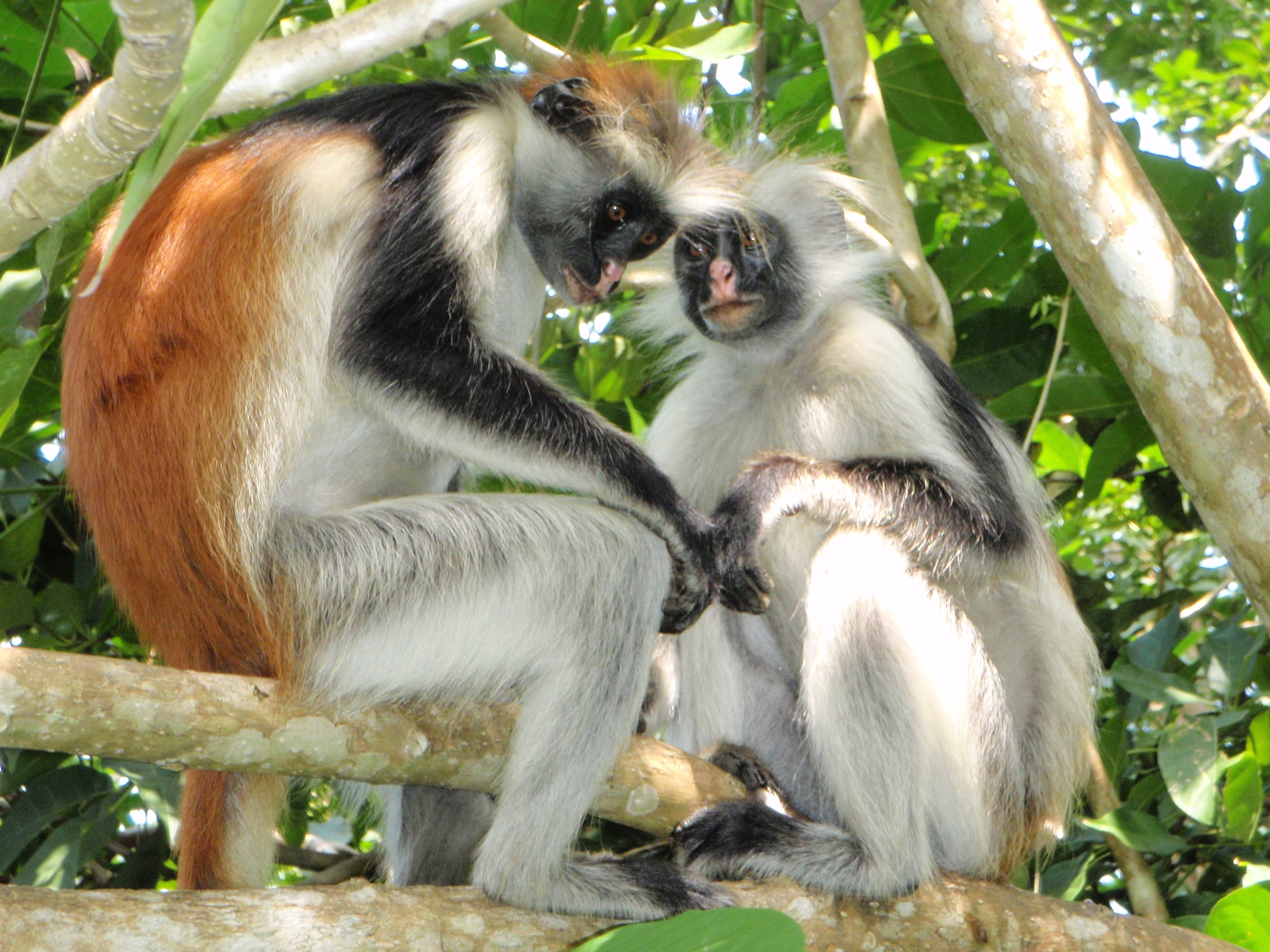
Colobo rojo de Zanzíbar (Piliocolobus kirkii), especie en peligro de extinción.

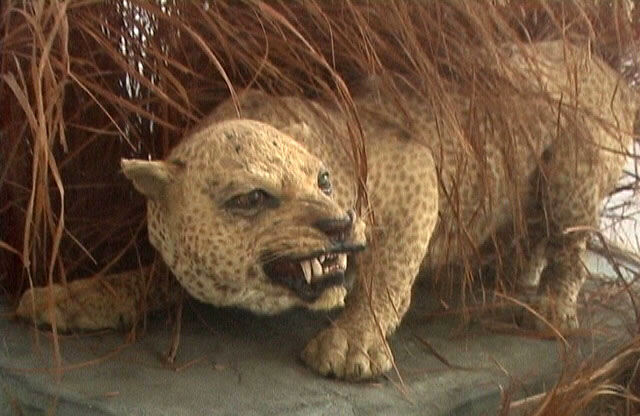
Leopardo de Zanzíbar (Panthera pardus adersi), subespecie posiblemente extinguida. Espécimen de muestra en el Museo Zanzíbar.

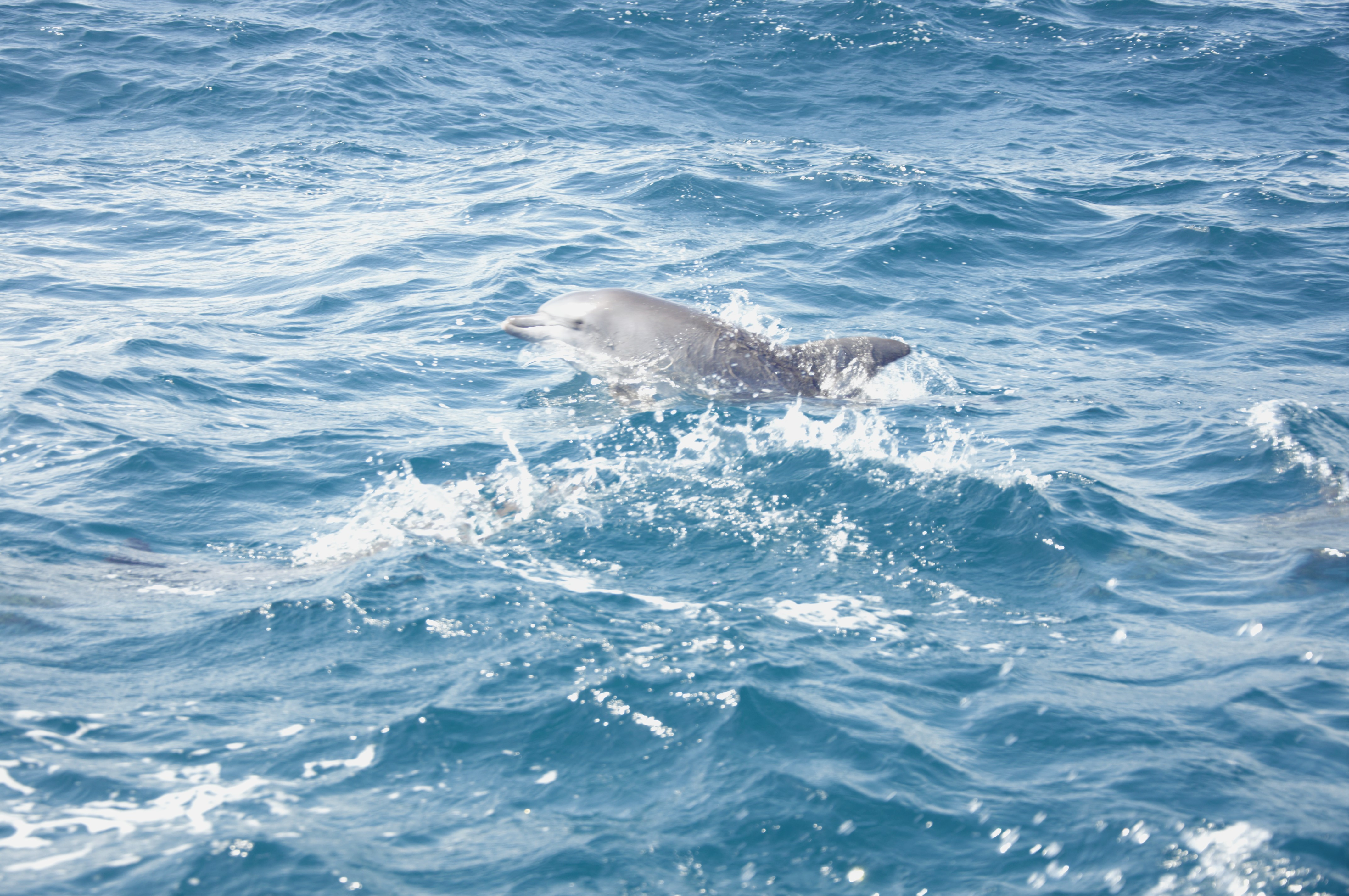
Delfín, en las aguas del mar
Índico, cerca de Zanzíbar.

La vida salvaje en el archipiélago de Zanzíbar, región autónoma de Tanzania, está formada por numerosa flora y fauna salvaje. Su flora es propia de los bosques costeros del este de África, tal y como puede verse en el mosaico de la  selva mosaico costera de Inhambane, ecorregión de selva lluviosa y ecozona afrotropical que forma parte de  selva costera oriental africana. Sus especies faunísticas consisten principalmente en pequeños animales, aves y mariposas.
La isla principal del archipiélago es Unguja y posee una fauna que refleja su conexión con el continente africano durante la última era glacial. (1) (2) El leopardo de Zanzíbar, una subespecie endémica de la isla, es probable que se haya extinguido. Se cree que apareció a raíz de la separación de la isla y la tierra firme del continente, como consecuencia del aumento del nivel del mar, a finales de la era glacial. (3)
Las leyes que regulan la vida salvaje en Tanzania, de acuerdo al Tanzanian Wildlife Act (Ley de Protección del Medioambiente, de Tanzania) son las mismas que regulan la protección del medioambiente en Zanzíbar. La vida salvaje se halla protegida en diversas reservas  y en el parque nacional de la Bahía Jozani Chwaka. El Proyecto de Desarrollo Forestal y el Proyecto Integral de Desarrollo de la Tierra, de Zanzíbar, son dos importantes proyectos que dirigen y controlan la vida salvaje en las islas. El Fondo Mundial para la Naturaleza (WWF) y la  Unión Internacional para la Conservación de la Naturaleza (UICN), están involucrados en numerosos proyectos y actividades relacionados con la protección medioambiental de las islas. (4)

## Geografía

Mapa de Zanzíbar

El Fondo Mundial para la Naturaleza divide los bosques costeros en dos ecorregiones: la selva (lluviosa) mosaico costera de Zanzíbar, la cual se extiende desde el sur de Somalia, a lo largo de la costa de Kenia, hasta el sur de Tanzania y que incluye las islas de Zanzíbar y de Pemba, y la selva mosaico costera de Inhambane del sur, que se extiende desde el sur de Tanzania, a lo largo de la costa de Mozambique, hasta la desembocadura del río Limpopo. (5) (6)  Los hábitats naturales de esta ecorregión han sido reemplazados en gran medida por zonas de cultivo para la producción de alimentos y de especies (calvo, cardamomo, nuez moscada, pimienta y jengibre), las cuales se cultivan, generalmente, en las islas de Zanzíbar y de Pemba, a fin de ser exportadas. El resto del hábitat natural se emplaza, en la actualidad, en la región de la bahía  Jozani Chwaka, al suroeste, así como en el bosque de Kiwenga, al noreste, y en los arrecifes de coral. (7)         
La vida salvaje en el archipiélago de Zanzíbar se extiende a lo largo de sus tierras, así como a lo largo de las costas de las islas. Algunas especies se hallan amenazadas o se han extinguido debido a la caza indiscriminada a lo largo de los años. (7) En Zanzíbar, el único parque nacional es el parque nacional de la Bahía Jozani Chwaka, en Zanzíbar. También existen reservas, tales como la de Ngezi y la de Kidike Root Site, en la isla de Pemba, y los parques de Kiwengwa/Pongwe y Zala Park, en Zanzíbar. (8) La fauna marina de las islas refleja la riqueza y diversidad de la fauna de África del este. Los parques dedicados a la protección de los recursos marinos son: el Chumbe Marine Park (oficialmente Chumbe Reef Sanctuary), en la isla de Chumbe; el Mnemba Marine Park, en el atolón de la isla del mismo nombre; el Misali Marine Park, en la pequeña isla del mismo nombre; el  Menai Marine Park, en la bahía de la isla del mismo nombre; y los de las islas de Tambutu, de Chapwani y de Changuu. (9)
Clima
Las temperaturas que se registran en la ciudad de Zanzíbar alcanzan un máximo de 33 °C, en el mes de marzo, y un mínimo de 23 °C entre los meses de julio a septiembre. La precipitación anual es de entre 1.360 mm Los máximos se dan entre los meses de abril a mayo, hasta 310 a 290 mm respectivamente, descendiendo a 25 mm en julio y en agosto, y recuperándose hasta alcanzar los 180 a 135 mm en los meses de noviembre y diciembre. (10)

## Áreas protegidas

### Parque nacional

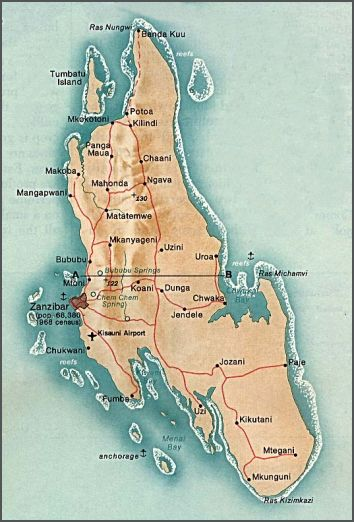
Jozani (centro-sur) en la isla de Zanzíbar.

El parque nacional de la Bahía Jozani Chwaka, es el único parque nacional en la isla de Unguja, y se extiende por una superficie de cincuenta kilómetros cuadrados, lo cual representa el área forestal semi-natural más extensa del archipiélago. Se encuentra en la isla principal de Unguja. Los hábitats del parque y los de las tierras asociadas protegidas, incluyen bosques de humedales, bosques costeros y tierras de pasto, así como manglares y pantanos de agua salada en las costas. Las especies animales que se encuentran aquí incluyen el colobo rojo de Zanzíbar (Piliocolobus kirkii), especie endémica amenazada, incluida en la lista roja UICN, y el pequeño antílope duiker de Ader, (Cephalophus adersi), también endémico y en grave peligro de extinción. Pueden observarse grupos de colobos cerca del parque. En las zonas pantanosas pueden verse aves zancudas rodeadas de algas. La formación inicial del parque, el manto coralino, fue explotada con fines agrícolas, dada la presión humana. No obstante, gracias a la ayuda del gobierno australiano y la agencia humanitaria CARE Tanzania el gobierno de Zanzíbar inauguró el Proyecto de Conservación de la Bahía  Jozani Chwaka, en 1995 (11) (12) (13) El mantenimiento del primer parque nacional se halla parcialmente gestionado gracias a los ingresos generados por los visitantes al parque. Estos ingresos también sustentan la Jozani Conservation Society (Sociedad para la Conservación Jozami), con el fin de construir y operar varias escuelas y centros de salud para la población local. El parque ha creado varios senderos, a través del bosque, a fin de poder observar las aves, así como una pasarela elevada a fin de poder observar el manglar. 

### Reservas faunísticas
Reserva forestal Ngezi.
La Reserva Forestal Ngezi se extiende a lo largo de una superficie de catorce kilómetros cuadrados, cuatrocientos metros, y se halla en el extremo noroeste de la isla de Pemba. Fue declarada reserva en 1950, a raíz de haber sido, en su mayor parte, pasto del cultivo del clavo. Aun hoy en días sigue poseyendo un intensivo cultivo que se extiende hasta la playa de Vumawimbi. Los tipos de bosques y matorrales existentes son los manglares de plantas coralinas, densos pastos de yerba y matas que crecen en suelo franco arenoso. Entre las especies de plantas dominantes se encuentran las  Odyendea zimmermanni, la Barringtonia racemosa, el iroko (Milicia spp),  el laurel de Alejandría, el Erythrophleum africanum spp,, el Antiaris toxicaria spp., el   Chrisalidocarpus pembanus, y el almendro malabar (Terminalia catapa), así como los manglares. La avifauna existente comprende veintisiete especies de aves forestales, entre las cuales se hallan especies endémicas tales como el ibis hadada (Bostrychia hagedash), el azor tachiro (Accipiter tachiro), el buitre palmero, o buitre de Angola (Gypohierax angolensis), el autillo africano (Otus senegalensis), el martín pescador malaquita (Alcedo cristata) y el anteojitos de Pemba (Zosterops vaughani). Otras especies faunísticas son el zorro volador de Pemba (murciélago frugívoro de gran tamaño), el cercopiteco verde de Pemba, o Vervet, el  colobo rojo de Zanzíbar, el hiracoideo o damán, el  cefalofo azul de Pemba (un antílope del tamaño de una liebre), el cerdo salvaje o asilvestrado (introducido por los portugueses), la civeta de Java (o africana, introducida por comerciantes del sureste de Ásia para la producción de almizcle) y el mamífero carnívoro endémico,  mangosta negra (o mangosta acuática o mangosta de los pantanos) (8) (15)
Reserva Forestal de Kiwengwa/Pongwe

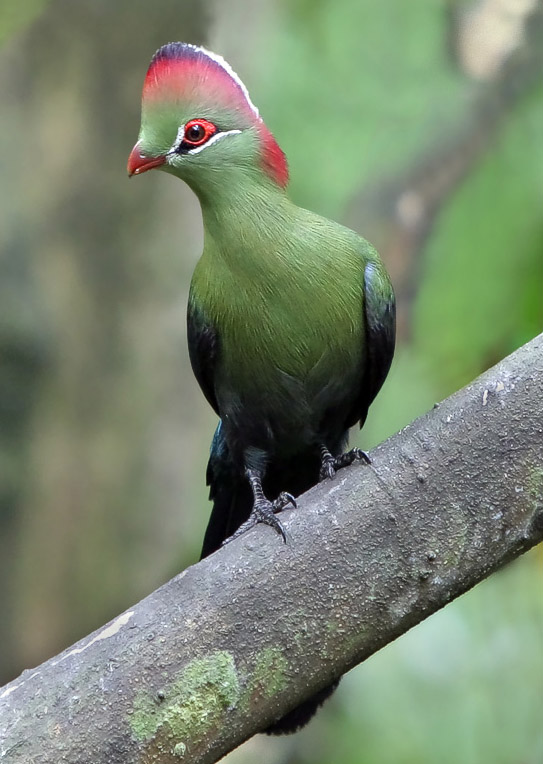
Turaco de Fischer

La Reserva Forestal de Kiwengwa/Pongwe se encuentra en la costa noreste de la isla de Unguja, a unos veinte kilómetros de la ciudad de Zanzíbar. La reserva es un punto importante para la biodiversidad de los arrecifes de coral de esta zona. La reserva es rica tanto en especies de fauna como de flora. Las especies faunísticas registradas en la reserva son: especies endémicas del colobo rojo, el pequeño antílope duiker de Ader, el  cercopiteco de cuello blanco, el  cercopiteco de diadema, el pequeño antílope suni y diversas especies de serpientes. Hay cuarenta y siete especies de aves, entre las que se encuentran el turaco de Fischer, el bulbul de Zanzíbar, el toco coronado y el cucal cejiblanco. Hay, además, unas cien especies de plantas, entre ellas muchas medicinales. También hay muchas cuevas de coral dentro de la reserva, en las cuales pueden observarse formaciones de estalagmitas y estalactitas. También hay una plantación de especias cerca de la reserva. Los bosques de arrecifes de coral –un ecosistema delicado- se encuentran amenazados, desde los años de 1970, debido a la extracción maderera. Ya se han tomado medidas conservacionistas para preservar la biodiversidad medioambiental. (8) (16)
Área Natural Kidike Root Site
Kidike Root Site es la parte central de la isla de Pemba. Aquí se encuentra el zorro volador de Pemba, considerado la especie de murciélago más grande del mundo. Otros animales de la isla son: el cercopiteco verde de Pemba, o Vervet, la cobra escupidora de Mozambique, o cobra de Mozambique, tortugas, cangrejos, tórtolas ojirrojas y alciones de manglar. La zona se encuentra en las proximidades de la ciudad de Chake-Chake. (8)
Parque ZALA
El Zanzíbar Land Animals and the Park (ZALA), (Parque de Animales Terrestres) es una pequeña reserva que se halla a unos cinco kilómetros del parque nacional de la Bahía Jozani Chwaka. Aquí pueden observarse un gran número de animales en cautividad. El parque fue creado por Mohammad, el guardabosques del parque, con el fin de educar a los niños de la comunidad local a fin de que aprendiesen a preservar las especies amenazadas: Las especies que se pueden hallar son: grandes pitones, camaleones, gecos, tortugas, cangrejos, dicdics (o madoqua) (antílopes africanos de tamaño muy reducido), lagartos rayados, varanos, y el hiracoideo, o damán, que se asemeja a un conejo sin orejas y es unos de los parientes vivientes más cercanos al elefante. La reserva se encuentra en medio de una densa vegetación con árboles, tales como naranjos, limas, pomelos, nuez moscada, plataneros, jengibres, chiles (o guindilla), pimienta negra y árboles de la canela. (8) (17)

### Parques marinos
Zanzíbar posee muchos parques marinos, los cuales se hallan protegidos a fin de preservar su biodiversidad. Estos son: el Chumbe Marine Park, el Mnemba Marine Park, el Misali Marine Park, el Menai Marine Park, el Tumbatu Island, el Chapwani Island y el Changuu Island. (9)
Parque Marino Chumbe Marine Park

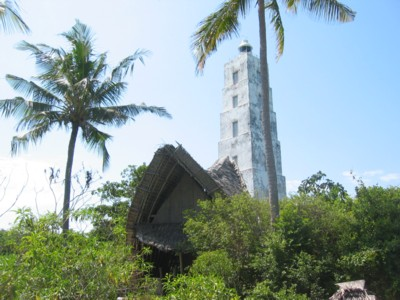
Bosque costero y playa de la isla Chumbe

El parque marino de la isla Chumbe, reconocido oficialmente como Parque Coralino Isla de Chumbe, en 1994, es una isla de propiedad y gestión privada, y lleva a cabo, con éxito, un proyecto de ecoturismo. El objetivo de este refugio, asilo de animales, es el de conservar y ampliar la rica biodiversidad del arrecife de coral. Se inauguró después de un largo y controvertido debate que duró tres años, mantenido entre  el promotor privado del parque, el gobierno y los pescadores locales. Finalmente se recibieron fondos de la Unión Europea, la agencia alemana Gesellschaft für Technische Zusammenarbeit (Corporación Alemana para la Cooperación Internacional) y muchos otros contribuyentes, incluyendo el promotor privado original. El parque ofrece recorridos en terreno firme, así como un “ecoalojamiento”   para facilitar el hospedaje, y un centro educacional (o interpretativo). Entre los muchos premios que ha recibido, los más importantes han sido: el UNEP Global 500 Award for Environmental Achievement y el British Airways Tourism for Tomorrow Southern Regional and Global Awards. (9) (14)
Parque Marítimo Mnemba Marine Park
El Parque Marítimo Mnemba se encuentra a diez kilómetros de Stone Town (parte antigua de la ciudad de Zanzíbar) y se encuentra en la parte noreste de la isla de Unguja. La reserva y el atolón se encuentran sobre un arrecife de coral de escasa profundidad, de forma ovalada. Se encuentra entre las poblaciones de Matemwe y de Nungwi, esta última, importante centro ecológico y económico. La zona que antiguamente era lugar de pescadores, se ha convertido en una isla para turismo exclusivo, de lujo, gracias a un contrato de arrendamiento, de treinta y tres años, firmado por “CC-Africa” (operador turístico). No obstante, una parte del parque, llamada el “House Reef” (arrecife de escasa profundidad), ha sido recientemente declarada “intocable”, a fin de asegurar la recuperación y el buen estado de los arrecifes coralinos. (18) El parque posee numerosas especies marinas, así como plantas. La tortugas verdes (marinas), las cuales se hallan en la lista de las especies amenazadas, pueblan la zona en gran número. (9)
Parque Marítimo Misali Marine Park
El parque marítimo Misali Marine Park forma parte de la zona de conservación del Canal de Pemba (Pemba Channel Conservation Area) que abarca una extensión de veintiún kilómetros cuadrados, quinientos ochenta metros, de los cuales nueve kilómetros, cuatrocientos metros cuadrados son de arrecife coralino que rodea la isla de Misali. La extensión de la isla es un ecosistema de gran biodiversidad y de un gran valor socioeconómico. Los arrecifes que rodean la isla poseen cuarenta y dos variedades de coral duro y cuatrocientas especies de peces, incluyendo el pez Napoleón (o Humphead o Maori), especie amenazada. El arrecife cuenta, así mismo, con abundante larvas, debido a su proximidad al canal Pemba Channel que separa las islas de la tierra firme del continente africano, en Tanzania. Suministra pesca y sustento para las veinte comunidades que pescan en estas aguas. Existe gran número de erizos de mar, lo que deja claro el potencial pesquero que representa unos ingresos importantes para la comunidad de siete mil personas. (19) Su historia guarda muchos acontecimientos de interés, habiendo sido, en el siglo XVII, el escondite de piratas y, en particular, de los tesoros de William «Captain» Kidd. (9)         
Parque Marítimo Menai Marine Park
El Parque marítimo de la bahía de Menai, oficialmente Marine Bay Conservation Area, está situado al suroeste de la isla de Unguja. Posee una gran abundancia de especies de peces tropicales, vegetación marina y arrecifes de coral. Los manglares se extienden a lo largo de todas los islotes. Las especies marinas existentes incluyen: morenas, escorpiones y rocotes (o escorpenas), peces león, grandes meros (o garopa o chernia marrón), pulpos, langostas, rayas (o mantas), tiburones ballena, (20) tortugas marinas, (21) diversos delfines, (22) cachalotes (23) y ballenas jorobadas. (24) (25) Sus acantilados submarinos, grietas, cañones, cuevas y espectaculares arrecifes lo convierten en un lugar atractivo para la práctica del buceo. (9) El ecosistema del Parque Marítimo Menai es un área de conservación marina protegida que abarca cuatrocientos setenta kilómetros cuadrados. Se ha creado un plan de gestión con la participación de las comunidades locales. (26)
Isla Tumbatu

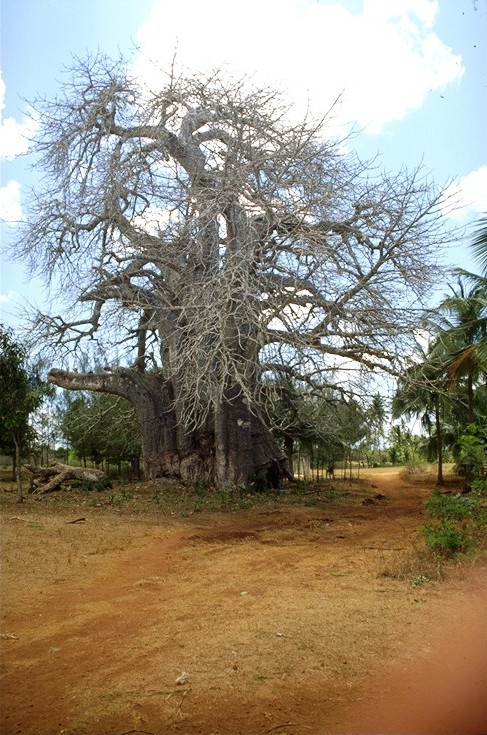
Baobab en la isla Tumbatu

La isla Tumbatu forma parte de las costa oeste del archipiélago de Zanzíbar. Esta pequeña isla fue la capital de Zanzíbar durante el reinado del Sultán de Shiraz. Estas gentes, orgullosas de su pasado, establecen su linaje en los antiguos persas provenientes de la ciudad de Shiraz, que ocuparon la isla en el siglo X. La isla tiene forma de una larga y fina daga. La vegetación de la isla está formada por grandes baobabs. La línea costera está rodeada de arrecifes de coral plagados de peces de multitud de colores. La isla posee un gran número de los pequeños antílopes suni. Localmente llamados “pa”, y los duiker de Ader, localmente llamados paanunga” y de damanes arborícolas (dendrohyrax neumanni). Una importante especie de ave es la pintada, también conocida como gallina de Guinea o gallineta. (27) (28) El pueblo de Jongowe posee  gran número de restos de mezquitas y unas cuarenta casas de piedra en las veinticinco hectáreas de extensión del mismo, cuyo origen data del siglo XIV, además de algunas ruinas de los colonos de Shiraz, construidas en el siglo XII. Es un destino turístico popular para la práctica de deportes y la pesca submarina. (9) (29)
Isla Chapwani
La isla Chapwani, de seiscientos por sesenta metros de extensión, es de propiedad privada y posee unas playas de arena blanca, en un lado de la isla, y está poblada de una vegetación exuberante y rodeada de islotes de arrecifes de coral, al otro lado. La isla presume de su historia pasada, más que de su medio natural y su vida salvaje. La mayor parte de su fauna consiste en dicdics. Se encuentra a tres kilómetros de la ciudad de Stone Town. (30) Antiguamente era conocida como la Ciudad Francesa. También se la conoce como Grave Island (Isla Tumba), debido al pequeño cementerio naval que albergó y de las tumbas de los marineros de la época colonial británica, de 1879, que se encuentra en su extremo sur. Este cementerio fue creado por el Sultán Barghash, en 1879, para enterrar los cadáveres de los soldados británicos de la “Royal and Merchant Navies”, durante las guerras de sud-África entre 1879 a 1915. A principios de la II Guerra Mundial, en 1914, a raíz del enfrentamiento naval entre el buque de guerra británico HMS Pegasus y el crucero alemán Koningsberg, en la batalla de Zanzíbar, se enterraron en el lugar los cuerpos de los marineros británicos fallecidos. Dicho cementerio se halla a unos cuatro kilómetros al norte de la ciudad de Zanzíbar. El agua potable es suministrada desde dicha ciudad. Dado que la isla es de propiedad privada, la estancia y reserva de alojamiento en la isla debe ser solicitada en la propia isla. (9) (31) (32)
Isla Changuru

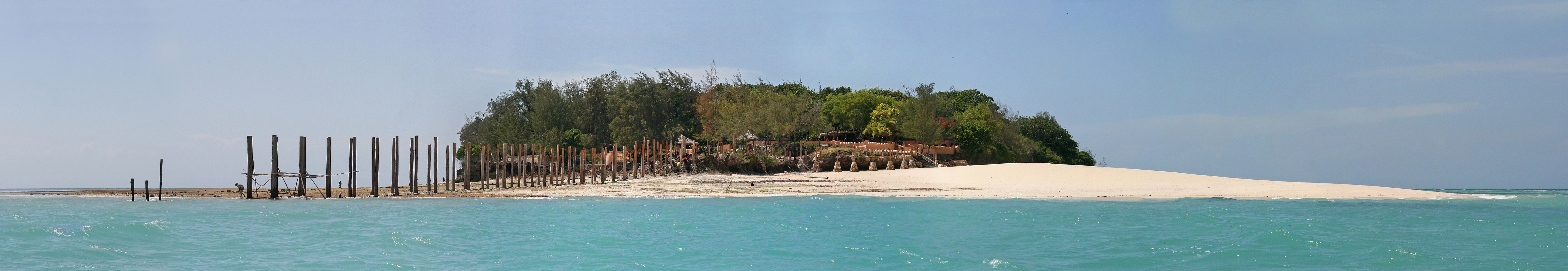
Isla de la Prisión o Isla Changuu

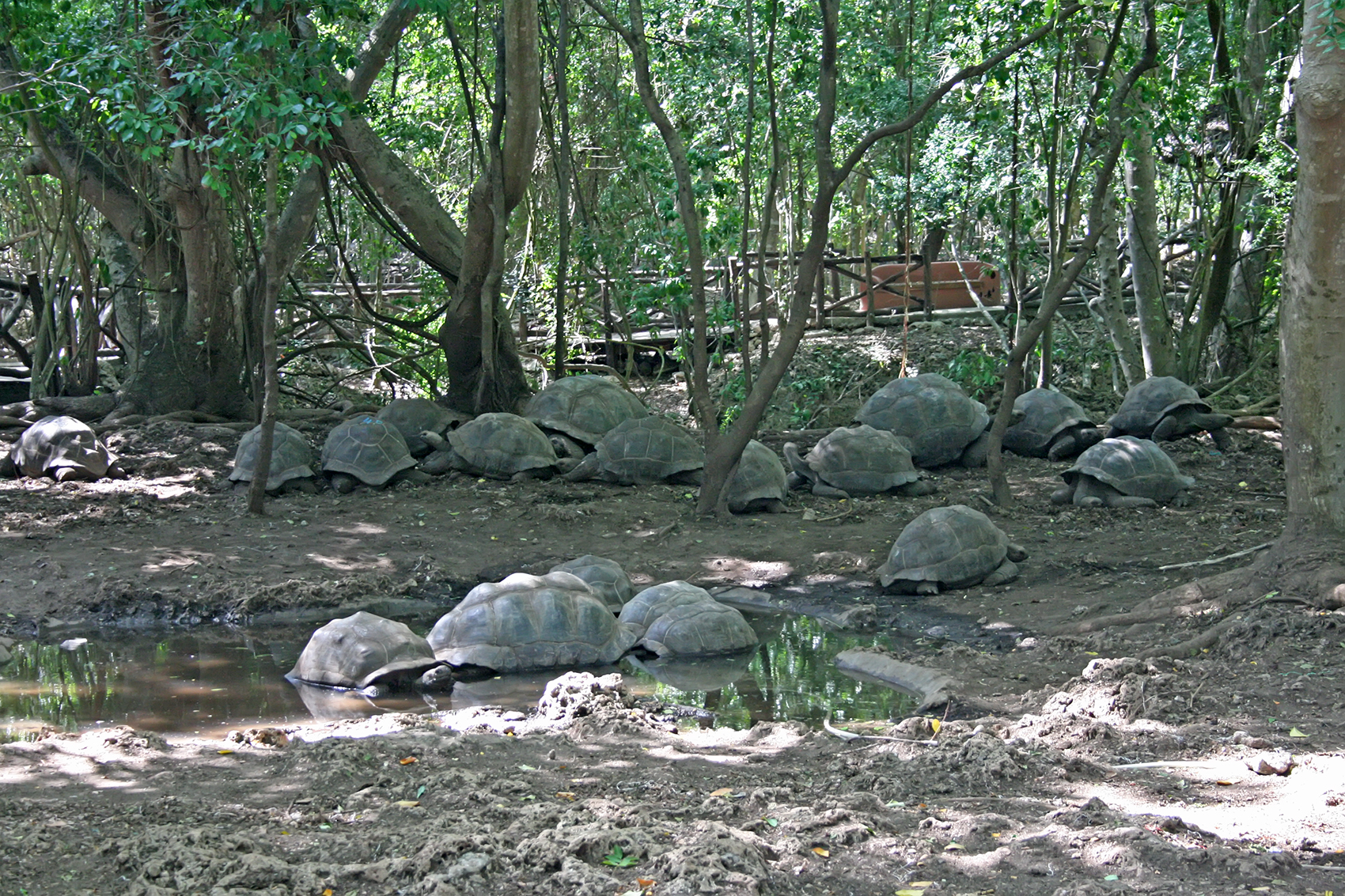
Tortuga gigante de Aldabra (Geochelone gigantea), en la Isla Changuu.

La Isla Changuu (o Isla Prisión) se encuentra a cinco kilómetros el noroeste de la ciudad de Stone Town y posee bosques sobre arrecifes de coral. La isla es el hábitat de gigantes tortugas de Aldabra. La isla es accesible por mar, desde Forodhani, puerto principal de Zanzíbar. En el pasado, los comerciantes árabes de esclavos africanos, usaban esta isla como lugar en el que retener a los esclavos africanos rebeldes del continente antes de ser subastados en el mercado de esclavos de Zanzíbar. (9) A pesar de ser llamada Isla Prisión, nunca hubo una prisión en la isla; tan solo fue usada como lugar de aislamiento o campamento de cuarentena. Existe un camino que va por detrás de dicho campamento, hoy en día en ruinas, que conduce a un pequeño bosque con antílopes suni. Detrás de un restaurante existe un refugio, o asilo de tortugas de tierra. Dichas tortugas fueron importadas del Atolón de Aldabra, en las islas Seychelles, a finales del siglo XIX. Estos animales pueden llegar a pesar hasta cien kilogramos y algunas de ellas pueden alcanzar los cien años de edad. En la isla hay gran cantidad de especies de aves, siendo la más notoria el pájaro llamado tejedor, cuyos nidos pueden ser observados colgando de los árboles. (33)  

## Flora
Los hábitats naturales de las islas han sido. en gran medida, reemplazados por zonas de cultivo y producción de especias, tales como el clavo, la nuez moscada, la pimienta, el jengibre y el cardamomo, principalmente en las islas de Unguja y la de Pemba, con el fin de ser exportados, lo que ha sido causa de la expansión antropológica y numérica de la población a lo largo de los dos últimos siglos. El resto de los hábitats naturales existentes, se hallan en la región de la bahía Jozani Chwaka, al suroeste, y el bosque de Kiwenga, al noreste, y los arrecifes de coral. Otra causa por las que la flora y la fauna se hallan amenazadas, o extintas, es la caza indiscriminada a lo largo del tiempo. (7) Los cocoteros son una de las variedades de árbol más importantes del archipiélago. (34)

## Fauna
Diversas especies faunísticas, tanto las terrestres como las marinas, habitan las islas del archipiélago de Zanzíbar. Las especies marinas más extendidas son los delfines y las ballenas. (35)

### Mamíferos
Entre las cincuenta y cuatro especies de mamíferos que se encuentran en las islas, hay veintitrés especies de murciélagos. Otras especies son: la mangosta colipeluda, la cual puede verse en los manglares o formaciones boscosas entre los arrecifes, en la costa sureste de Unguja y en la región de tierra profunda (manto profundo de tierra) de la parte oeste de la isla de Pemba. Así mismo pueden verse los pequeños antílopes suni, de apenas 380 mm de altura, la civeta enana (o rasa) de la India y la civeta africana, y las tortugas marinas, tortuga verde y la tortuga carey. (35) Se sabe que el colobo rojo de Zanzíbar come carbón vegetal, posiblemente una costumbre adquirida. Esto lo hace después de haber digerido las hojas del almendro malabar (o almendro de los trópicos, o almendrón, o falso kamani) y las del mano (o melocotón de los trópicos) (Mangifera indica). (37)

### Aves

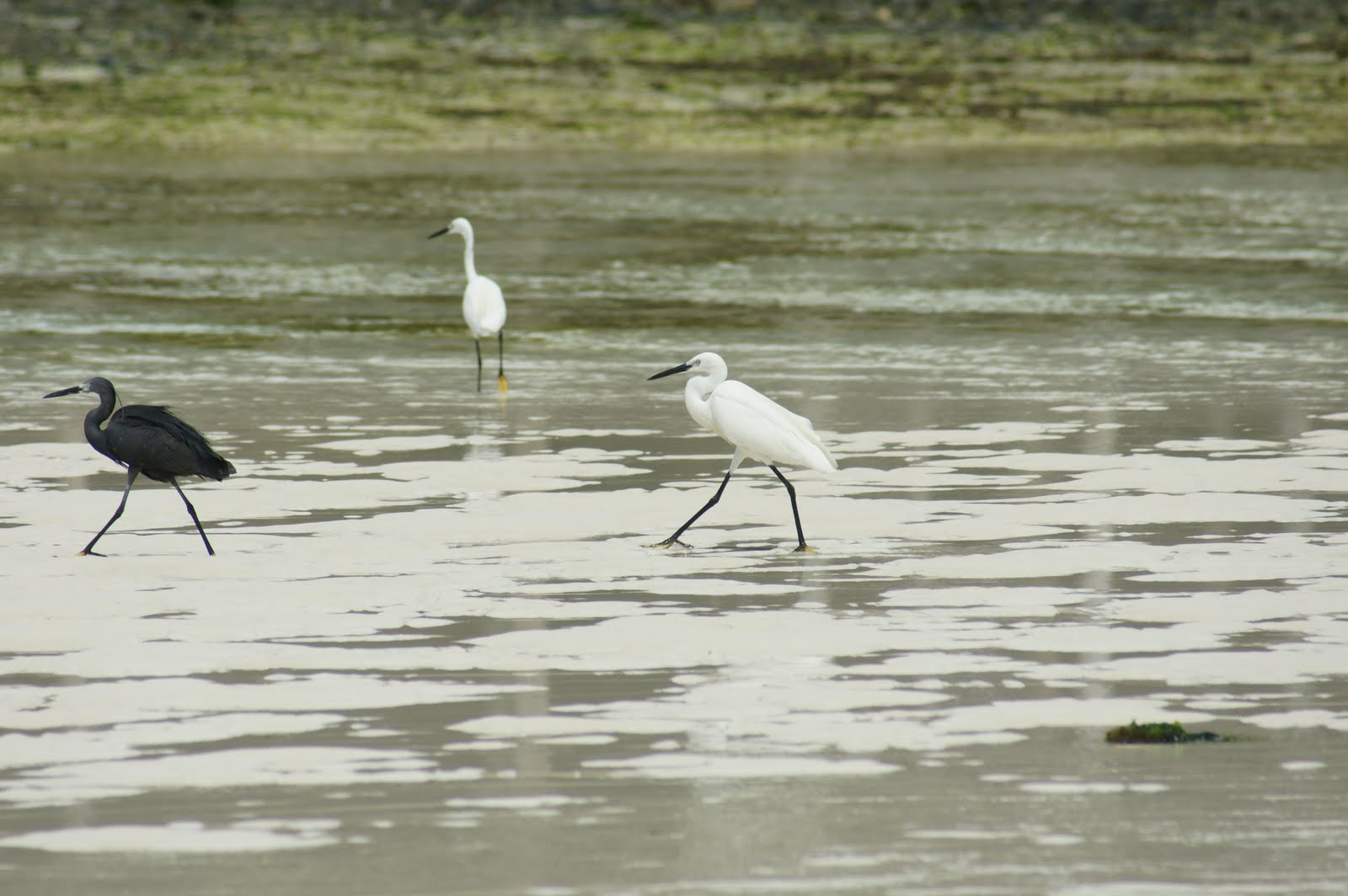
Garceta negra, o garceta azabache (Egretta ardesiaca) y garceta grande, o garza blanca (Ardea alba), en Zanzíbar

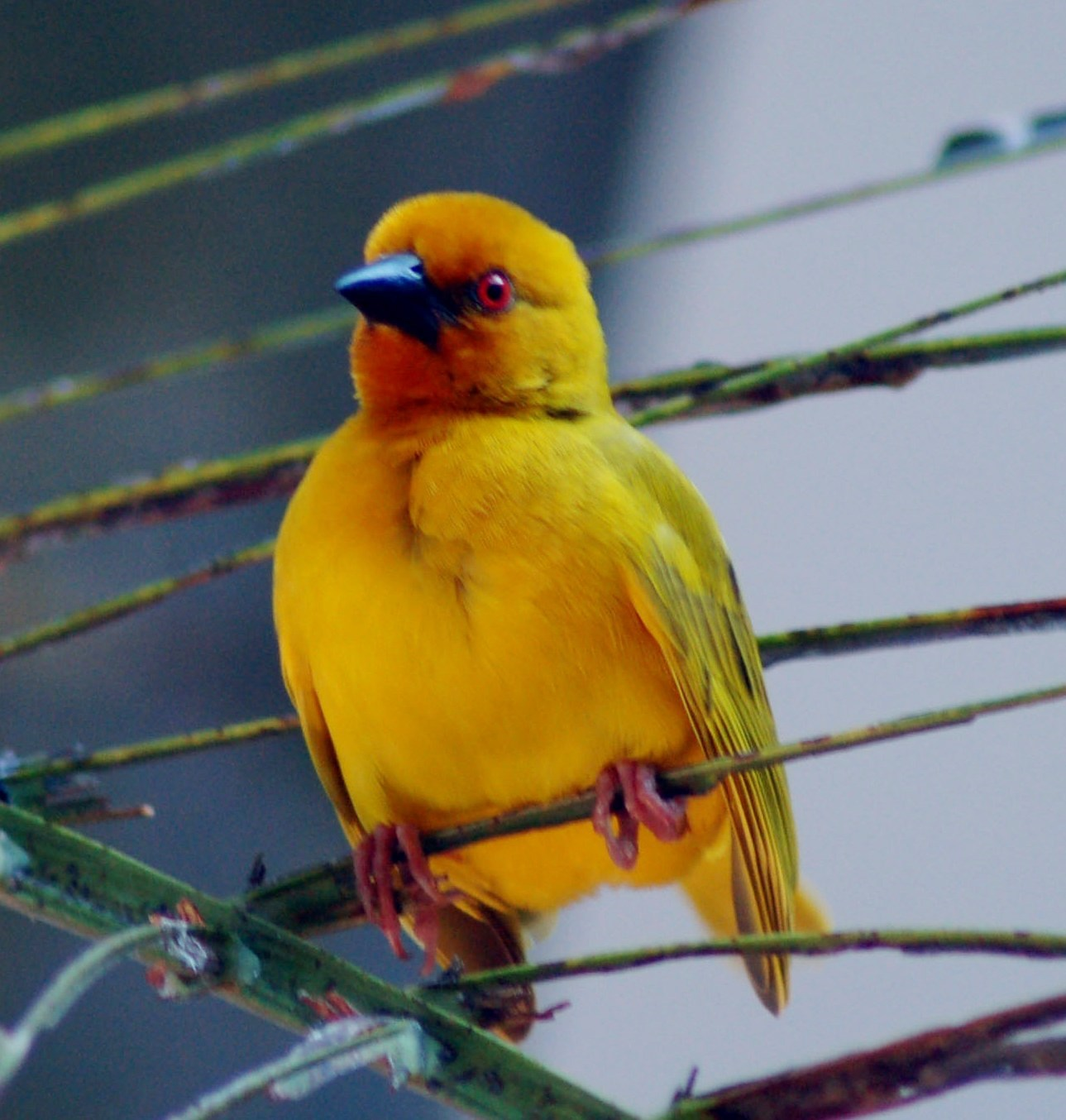
Tejedor dorado africano (Ploceus subaureus)

Hay aproximadamente doscientas cuarenta especies de aves en el archipiélago de Zanzíbar, incluyendo las isla de Pemba y la isla de Mafia (esta última forma parte administrativa de Tanzania, y por lo tanto es independiente de la región semiautónoma de Zanzíbar). De estas aves, cuatro especies se hallan amenazadas a nivel global, otra de estas es una especie invasora, o introducida, y ocho de ellas son especies endémicas. (38)
Dos géneros son de la familia de las gallinas de Guinea, o gallnetas (Numididae); otros tres géneros -un de los cuales es una especie extinguida, el  francolín capirotado (Francolinus sephaena)- pertenecen a la familia de los faisánidos (Phasianidae); cuatro géneros son de la familia de las anátidas (Anatidae); otro de ellos lo es de la familia de los somormujos (o zampullines o zambullidores)   (Podicipedidae); uno de los flamencos (Phoenicopteridae); dos de la familia de las cigüeñas (Ciconiidae); dos de las Threskiornithidae; trece de la familia de las garzas (Ardeidae); una de la familia de los alcatraces (o piqueros) (Sulidae); un de los cormoranes (Phalacrocoracidae); un de los falcónidos (Falconidae); ocho rapaces accipítridos (Accipitridae); cinco rálidos (como las fochas, gallinetas, polluelas, rascones o calamones) (Rallidae); uno de la familia de los turnícidos o torillos (Turnicidae); uno de los burinidos o alcaravanes (Burhinidae); el dromas   (Dromas ardeola), ave única del género Dromas y de su familia; cuatro carádridos (entre los que se encuentran los chorlos, chorlitos, chorlitejos y avefrías) (Charadriidae); uno de los rostratúlidos, como los aguateros o agachonas  (Rostratulidae); uno de los jacánidos,  zancudas conocidas vulgarmente como jacanas (Jacanidae); seis de los escolopácidos, como los archibebes, zarapitos, agujas, agujetas, vuelvepiedras, andarríos, falaropos, y correlimos, entre otros (Scolopacidae); cinco láridos, conocidos coloquialmente como gaviotas o pavanas (Laridae); diez colúmbidas, conocidas comúnmente como palomas o tórtolas, (Columbidae), dos de las cuales son especies introducidas, una de ellas la  tórtola senegalesa (Spilopelia senegalensis), también llamada tórtola del Senegal o tórtola reidora y la otra la tortolita rabilarga (Oena capensis), además del vinago de Pemba (Treron pembaensis), ave endémica de Tanzania; tres de la familia de las  psitácidas, comúnmente llamadas loros o papagayos (Psittacidae), entre ellas dos especies introducidas o invasoras -la cotorra de Kramer (Psittacula krameri) y el  inseparable malgache (Agapornis canus); uno de musofágidos (Musophagidae) -el turaco de Fischer (Tauraco fischeri), especie amenazada (o casi); tres de la familia de los cucúlidos (Cuculidae) -familia en la que se incluyen los cucos, críalos, koeles, malcohas, garrapateros y correcaminos, entre otras; uno de los titónidos (Tytonidae), comúnmente conocidos como lechuzas; tres de los estrígidos (Strigidae) -la cual incluye los búhos, mochuelos, autillos, cárabos, caburés, tecolotes, etc.-, entre ellos la especie amenazada  autillo de Pemba (Otus pembaensis); uno de los caprimúlgidos (Caprimulgidae) –comúnmente conocidos como chotacabras, atajacaminos, gallinaciegas, engañapastores, etc.; cinco de los  apódidos (Apodidae) -conocidos vulgarmente como vencejos o salanganas; uno de la familia de los cólidos o colíidos (Coliidae) –de la desaparecida especie de pájaro ratón común (Colius striatus),; uno de la familia de los trogónidos (Trogonidae), como los sucurúas o surucuaes; dos de los (Coraciidae); seis de  los alcedínidos (Alcedinidae), comúnmente conocidos como Martín pescador; uno de la familia de los  merópidos (Meropidae), que comprenden los abejarucos; dos de los fenicúlidos (Phoeniculidae), conocidos vulgarmente como  abubillas arbóreas; dos de los pícidos (Picidae), conocidos popularmente como pájaros carpinteros; tres de  los malaconótidos (Malaconotidae); uno de los  campefágidos (Campephagidae),  la mayoría de los cuales son llamados comúnmente orugueros; uno de los oriólidos (Oriolidae), del mismo género que la oropéndola; uno de los dicrúridos (Dicruridae), denominadas comúnmente drongos; dos de los monárquidos (Monarchidae), comúnmente llamados monarca; dos de los córvidos (Corvidae), conocidos como cuervos, uno de ellos especie introducida, el cuervo indio (Corvus splendens); cuatro de los hirundínidos (Hirundinidae), que comprende a las golondrinas y los aviones; tres de los cisticólidos (Cisticolidae), entre las que se encuentran las prinias, y otros géneros; tres de los picnonótidos (Pycnonotidae), sus miembros se llaman comúnmente bulbules; uno de género incertae sedis; dos de los sílvidos (Sylviidae), entre los que se encuentran las currucas, los picoloros y las fulvetas; uno de los timalíidos (Timaliidae), entre los que se encuentran las cimitarras, ratinas, etc.; uno de los zosterópidos (Zosteropidae) - denominados comúnmente anteojitos u ojiblancos-, el anteojitos de Pemba (Zosterops vaughani); tres de los estúrnidos (Sturnidae), conocidos como estorninos; uno de los túrdidos (Turdidae), denominados comúnmente zorzales, mirlos o tordos; cinco de los muscicápidos (Muscicapidae), comúnmente conocidos como papamoscas; siete de los Nectariniidae, que incluye a los suimangas y arañeros; dos de los paséridos (Passeridae), que toman el nombre común de gorriones; siete de los Ploceidae, comúnmente denominados tejedores; diez géneros de la familia de los estríldidos (Estrildidae), entre los que se halla una especie introducida, el azulito angoleño o cordón azul común (Uraeginthus angolensis), así como el capuchino arrocero de Java (Lonchura oryzivora), especie también introducida y en peligro de extinción; dos de los viduidos (Viduidae), denominados comúnmente viudas o viuditas; uno de los motacílidos (Motacillidae), como las bisbitas y las lavanderas; y uno de los fringílidos (Fringillidae), en cuya familia se encuentran los canarios, los jilgueros o los pinzones, entre muchos otros pájaros. (38)
Algunas de las especies más destacadas de aves son los pinzones tropicales que se encuentran en la costa este de la isla de Unguja, las suimangas endémicas de la isla de Pemba, el autillo de Pemba que vive en los árboles del clavo, o claveros. El turaco de Fischer (Tauraco fischeri) que se encuentra en los bosques de la isla Misali, es un ave tropical única, ya que posee un plumaje que recuerda la pintura de guerra tribal. (35)  

### Invertebrados

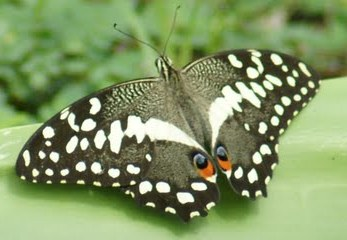
Pnvertebradosntre muchos otros.s ras, roducida apilio de los cítricos (Papilio demodocus), en Nungwi, Unguja

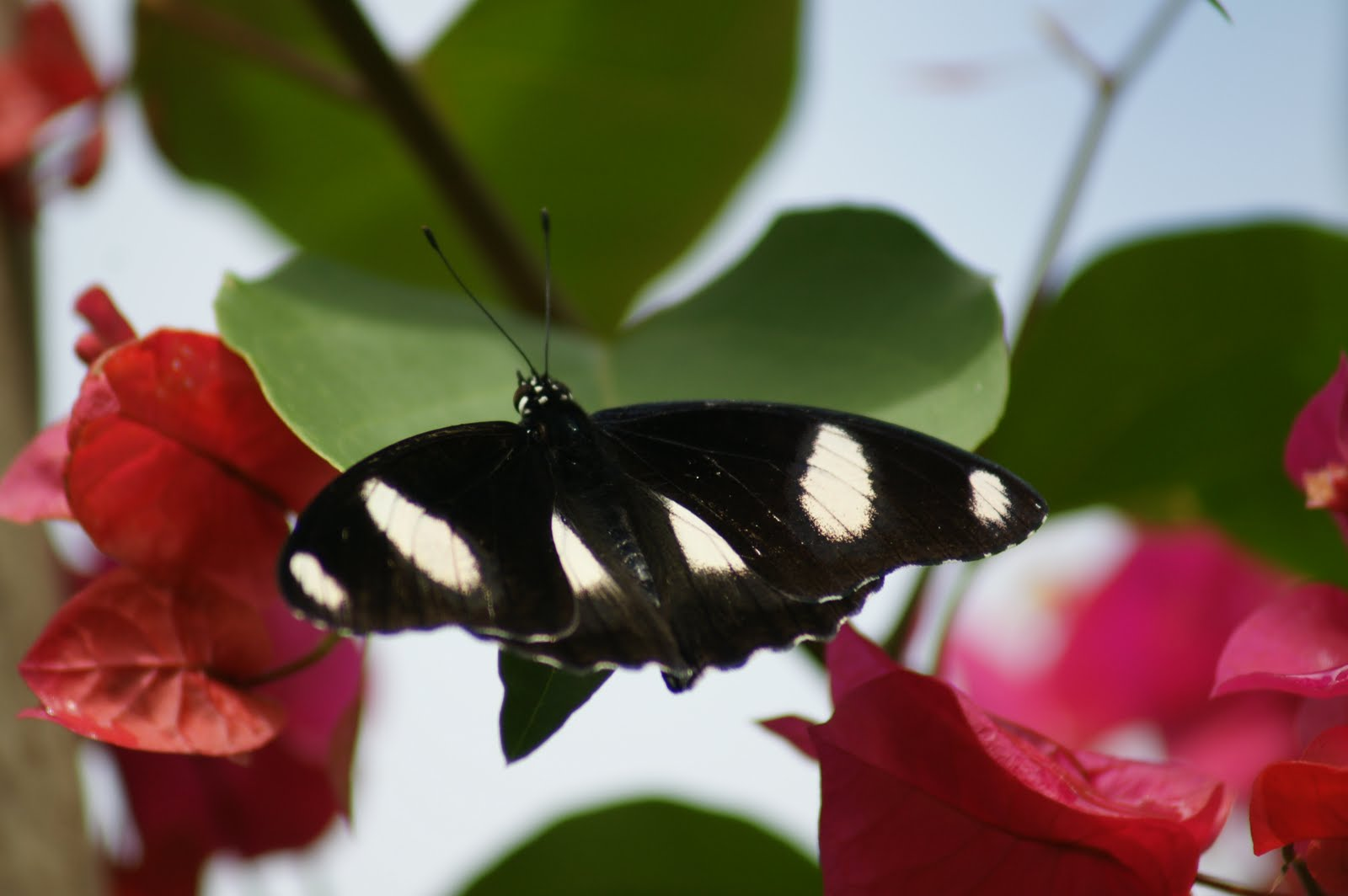
Hypolimnas misippus, especie muy extendida de ninfálidos, en Nungwi.

Las islas del archipiélago cuentan con un gran número de mariposas. El Zanzibar Butterfly Centre (Centro de Mariposas de Zanzíbar), en el pueblo de Pete, fue inaugurado en el año 2008. En dicho centro se crían especies locales de mariposas, lo que acrecienta el conocimiento acerca del hábitat y costumbres, naturales y botánicas, de gran número de cuidadores que se han convertido en auténticos criadores. Esto es una fuente extra de ingresos para los habitantes locales. Estos criadores han establecido una “Agrupación de Criadores”, a fin de intercambiar y propagar sus conocimientos adquiridos, a otros criadores. Sus actividades consisten en construir pequeños cercados de red, con plantas que sirvan de alimento a las mariposas en su interior, a fin de atraerlas. De entre las mariposas capturadas, se separan las hembras, colocándolas en cajones a fin de que depositen sus huevos -fuera del alcance de los depredadores-, hasta que alcanzan el estado de oruga o larva. El proceso de incubación lleva aproximadamente dos semanas. Terminada la incubación, las crisálidas permanecen adheridas a la parte inferior de ciertas hojas seleccionadas, lo cual lleva otras dos semanas, aproximadamente. En ese momento, las crisálidas son vendidas, reteniendo algunas de estas en los cajones de incubación,  a fin de asegurar la regeneración.  Este proceso ha recibido el apoyo del fondo Critical Ecosystem Partnership Fund. El  Centro de Mariposas de Zanzíbar (Zanzibar Butterfly Centre) trabaja en estrecha colaboración con las asociaciones Jozani Chwaka Bay National Park, Jozani Environmental Conservation Association (JECA) y la Pete Development Association (PDA).(39) (49) En este pueblo puede observarse la mariposa papilio de los cítricos (o mariposa de la Navidad) (Papilio dardanus). Pueden verse, así mismo, otras mariposas, más grandes aún. (35)
El cangrejo de los cocoteros (Birgus latro), un crustáceo que se sube a los cocoteros para abrir cocos con sus fuertes y grandes (localmente conocido como “tuu”) se encuentra principalmente en la isla de Pemba. Esta especie amenazada vive en los bosques sobre las formaciones de coral. También pueden verse enormes milpiés en los bosques de las islas, así como los gigantescos caracoles Achatina reticulata que pueden llegar a medir más de 15 cm de longitud. (35)

## Conservacionismo
Desde el 1 de enero de 2006, hasta el 31 de diciembre de 2007, se llevó a cabo un proyecto conservacionista en el único parque nacional de Unguja , el Community Based Forest Management and Socioeconomic Development Project, con el fin de conservar su flora y su fauna únicos. El plan fue un proyecto conjunto de:  Zanzibar Department of Commercial Crops, Fruits and Forestry (DCCFF), Wildlife Conservation Society (WCS), CARE International en Tanzania, la Jozani Environmental Conservation Association (JECA), la Jozani Community Development Organization (JOCDO), la Zanzibar Beekeeping Association (ZABA) y la Menai Bay Conservation Project (proyecto financiado por la WWF) con subvención de la CEPF. Este proyecto de conservación seguía a otro anterior llevado a cabo entre 1995 y 2003 en nueve poblaciones importantes que se encuentran en el parque. El objetivo de este segundo proyecto, basado en la experiencia adquirida en el primero, tenía como finalidad “incrementar la conservación de la vida salvaje por medio de recursos y prácticas de gobernanza, la mejoría los medios de sustento, la obtención de datos precisos sonre la flora y la fauna, y la incrementación de la capacidad de organización de las comunidades y del Department of Commercial Crops, Fruits and Forestry (Departamento Comercial de Cultivos, Frutales y Bosques)” (41)        
El Departamento Comercial de Cultivos y Bosques, de Tanzania, tiene como objetivo lograr la conservación de los bosques, así como la de los parques marítimos que se hallan bajo el control del departamento de pesca y recursos marinos (Department of Fisheries and Marine Resources). También se ha creado recientemente una red de protección, la cual se halla en proceso de expansión. Los esfuerzos conservacionistas se centran en la protección del colobo rojo y del pequeño antílope duiker de Ader, el cual se halla desprotegido en granjas. (7)

## Galería de fotos
Jineta servalina (Genetta servalina)
Cefalofo azul (Philantomba monticola)
Estrella de mar de espinas rojas1 (Protoreaster linckii), sobre la arena, en una playa de la isla Nungwi
Delfín en el Océano Índico, en las costas del archipiélago de Zanzíbar. 

## Ver
- Lista de áreas protegidas de Tanzania (List of protected areas of Tanzania) •        Lista de parques nacionales de Tanzania (List of national parks of Tanzania)  •        Parques marítimos de Tanzania (Marine parks of Tanzania)  •        Reservas marítimas de Tanzania (Marine reserves of Tanzania)